# 네이든 리
네이든 리(본명: 이승현, 1984년 10월 30일 ~)는 중국에서 활동하고 있는 한국계 미국인 가수이다.

## 학력
- 한국켄트외국인학교
- 단국대학교 연극영화과 (졸업)

## 출연작

### 드라마
- 2010년 후난위성텔레비전 금응독파극장 《양귀비비사》 - 고선지 역
- 2012년 후난위성텔레비전 금응독파극장 《보패마마보패녀》 - 샤오샤오텐 역
- 2013년 후난위성텔레비전 제일주파극장 《당궁연》 - 이융기 역
- 2013년 동방 위성 텔레비전 동방극장 《전민공주》 - 화우은 역
- 2014년 상하이 위성 텔레비전 중국드라마 《신경화연운》 - 증신야 역
- 2018년 저장 위성 텔레비전 중국람극장 《격자간여인》 - 심배 역
- 2022년 텐센트 웹드라마 《안나적애인》 - 임지훈 역

### 방송
- 2004년 KBS2 《일요일은 101%》
- 2007년 KBS2 《위기탈출 넘버원》
- 2016년 JTBC 《투유 프로젝트 - 슈가맨》